# Funció bijectiva

Una funció bijectiva.

En matemàtiques, una funció o aplicació bijectiva també anomenada simplement una bijecció és una funció f d'un conjunt X a un conjunt Y (f:X → Y) amb la propietat que per a cada y de Y hi ha exactament un x de X tal que {\displaystyle f(x)=y}.
Desglossant aquesta propietat en d'altres importants podem dir que f és bijectiva si és una correspondència tal que tots els elements del domini tenen imatge (és a dir, és una funció), tots els elements del recorregut tenen una única antiimatge, (és a dir, és una funció injectiva) i al mateix temps tots els elements del codomini són al recorregut perquè són imatge d'algun element del domini (és a dir, és una funció suprajectiva). En definitiva, una funció injectiva i exhaustiva.
D'una bijecció també se'n diu una permutació. Tot i que això es fa servir més habitualment quan {\displaystyle X=Y}. El conjunt de totes les bijeccions de X en Y es denota com a {\displaystyle X\leftrightarrow Y}. De fet, quan existeix alguna bijecció entre dos conjunts X i Y es diu que aquests són equipotents i es nota {\displaystyle X\approx Y}. La relació d'equipotència és d'equivalència i conserva moltes propietats, com el cardinal.
Les funcions bijectives tenen un paper fonamental en moltes àrees de les matemàtiques, per exemple en la definició d'isomorfismes (i conceptes relacionats com els homeomorfismes i els difeomorfismes), grup de permutacions, projectivitats, i molts altres.

## Exemples i contraexemples
- Per a qualsevol conjunt X, la funció identitat idX de X en X, definida per {\displaystyle id_{X}(x)=x}, és bijectiva.
- La funció f de la línia real ℝ en ℝ definida per {\displaystyle f(x)=2x+1} és bijectiva, donat que per a cada y hi ha un únic {\displaystyle x=(y-1)/2} tal que {\displaystyle f(x)=y}.
- La funció exponencial g: ℝ → ℝ, amb {\displaystyle g(x)=e^{x}}, no és bijectiva: per exemple, no hi ha cap x de ℝ tal que g(x) = −1, provant que g no és suprajectiva. En canvi, si es canvia el codomini perquè sigui el conjunt dels nombres reals positius ℝ+ = (0,+∞), llavors g esdevé bijectiva; la seva inversa és la funció logaritme natural ln.
- La funció h:  ℝ → [0,+∞) amb {\displaystyle h(x)=x^{2}} no és bijectiva: per exemple, {\displaystyle h(-1)=h(+1)=1}, per tant h no és injectiva. Ara bé, si el domini també es canvia per [0,+∞), llavors h esdevé bijectiva; la seva inversa és la funció arrel quadrada positiva.
- ℝ → ℝ : x ↦ {\displaystyle (x-1)x(x+1)=x^{3}-x} no és una bijecció perquè −1, 0, i +1 són dins del domini i a tots tres els correspon el 0.
- ℝ → [-1,1] : x ↦ sin(x) no és una bijecció perquè π/3 i 2π/3 són dins el domini i a tots dos els correspon (√3)/2.

## Composició i inverses

Una funció bijectiva composta d'una funció injectiva i una suprajectiva.

Una funció f:X → Y és bijectiva si i només si la seva funció inversa f−1: Y → X és una funció. En aquest cas, f−1 també és bijectiva.
La composició {\displaystyle g\cdot f} de dues funcions bijectives f:X → Y i g:Y → Z és una funció bijectiva. La inversa de {\displaystyle g\cdot f} és {\displaystyle (g\cdot f)^{-1}=(f^{-1})\cdot (g^{-1})}.
Per altra banda, si la composició g∘f de dues funcions és bijectiva, només es pot assegurar que f és injectiva i que g és suprajectiva.

## Bijeccions i cardinalitat
Si X i Y són conjunts finits, llavors hi ha una bijecció entre els dos conjunts X i Y (és a dir, són equipotents) si i només si X i Y tenen el mateix nombre d'elements. De fet, en la teoria axiomàtica de conjunts, això es pren com a l'autèntica definició de "mateix nombre d'elements", i generalitzant aquesta definició al cas de conjunts infinits porta al concepte de nombre cardinal, una forma de distingir les diferents grandàries dels conjunts infinits.
Quan existeix una bijecció entre dos conjunts finits X i Y, llavors tota funció injectiva entre ells és suprajectiva i tota funció suprajectiva és injectiva; per tant, en aquest cas el conjunt de les funcions de X a Y està format per la unió disjunta de les bijeccions entre X i Y i les aplicacions entre aquests dos conjunts que no són ni injectives ni suprajectives.

## Propietats
- Segons el test de la línia horitzontal, una funció f de ℝ en ℝ és bijectiva si i només si la seva gràfica és intersecada per qualsevol línia horitzontal exactament en un únic punt.[5]
- Si X és un conjunt, llavors les funcions bijectives de X en si mateix, juntament amb l'operació de composició de funcions (∘), formen un grup, el grup simètric de X, el qual es denota com a S(X), SX, o X! (l'última notació es llegeix "X factorial").
- Per a un subconjunt A del domini i un subconjunt B del codomini es té:

{\displaystyle |f(A)|=|A|{\text{ i }}|f^{-1}(B)|=|B|}.
- Si X i Y són conjunts finits de la mateixa cardinalitat i f: X → Y, llavors les següents afirmacions són equivalents:
- # f és una bijecció.
- # f és suprajectiva.
- # f és injectiva.
- Com a mínim per a qualsevol conjunt finit S, hi ha una bijecció entre el conjunt de totes les possibles ordenacions totals dels seus elements i el conjunt de totes les bijeccions de S en S. Això és el mateix que dir que el nombre de permutacions (un altre nom per a referir-se a les bijeccions) dels elements de S és el mateix que el nombre d'ordenacions totals d'aquest conjunt --anomenat, n!.